# La Grande Épreuve
La Grande Épreuve é um filme de guerra francês lançado em 1928. É um filme mudo em preto e branco dirigido por André Dugès e Alexandre Ryder. Estrelam Georges Charlia, Michele Verly, Jean Murat e Berthe Jalabert.
É uma adaptação do romance homônimo de Georges Le Faure, que ganhou o Prêmio Marcelin-Guérin em 1929.

## Sinopse
Duas famílias da mesma aldeia participam da Grande Guerra: os Duchênes, agricultores ricos e os Montmaures, que vivem no castelo. Max Duchène é o orgulho de sua família, sendo cadete de Saint-Cyr que corteja a zombeteira Claire de Montmaure em um triângulo amoroso com seu irmão, o libertário Paul. Quando a guerra estourou, Paul volta do Tânger e se junta à Legião Estrangeira sob o nome de Paul Vertaens. Ele é ferido e tratado com carinho no hospital onde Claire trabalha.
De volta ao front, ele consegue trazer de volta um soldado que, antes de morrer, lhe entrega uma carta. Paul então reconhece Max, que confessou seu amor a Claire. O Senhor de Montmaure morto, seu castelo está em ruínas, mas Paul aniquila o dispositivo inimigo. No armistício, Claire admite para ele que ela realmente não amava Max, e que é Paul quem parece digno de sua confiança.

## Elenco
Segue abaixo a tabela do elenco:
| Ator              | Personagem          |
| ----------------- | ------------------- |
| Georges Charlia   | Max Duchêne         |
| Michele Verly     | Claire de Montmaure |
| Jean Murat        | Paul Vertaens       |
| Berthe Jalabert   | Françoise Duchêne   |
| Máximo Desjardins |                     |
| Jeanne Kerwich    |                     |

## Produção
La Grande Épreuve foi produzido em 1927. Os diretores filmaram reconstruções reais das principais batalhas de setembro de 1914 no rio Marne. Antes do lançamento, foi anunciado com o título provisório de L'Épreuve. Lançado e distribuído pela Paramount Pictures, o filme não tem diálogos audíveis, mas conta com trilha sonora sincronizada e efeitos sonoros. A trilha sonora foi gravada pela Paramount Pictures usando o processo de som em filme do Sistema de Som Western Electric. A trilha sonora também foi transferida para discos para os cinemas que estavam equipados com sistemas de som em disco.

## Recepção
O filme foi um sucesso de crítica e comercial após seu lançamento na França em 26 de abril 1928. O filme foi elogiado por sua profundidade emocional e pelas atuações do elenco principal, com as atuações de Georges Charlia e Jean Murat particularmente muito elogiadas. O filme continua sendo um marco significativo na história do cinema francês, oferecendo um retrato poderoso e comovente da experiência humana durante a Primeira Guerra Mundial.